# III Korpus Jazdy Odwodowej

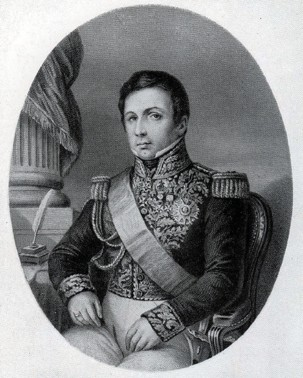
Gen. Jean Toussaint Arrighi de Casanova, dowódca III Korpusu Jazdy Odwodowej w 1813

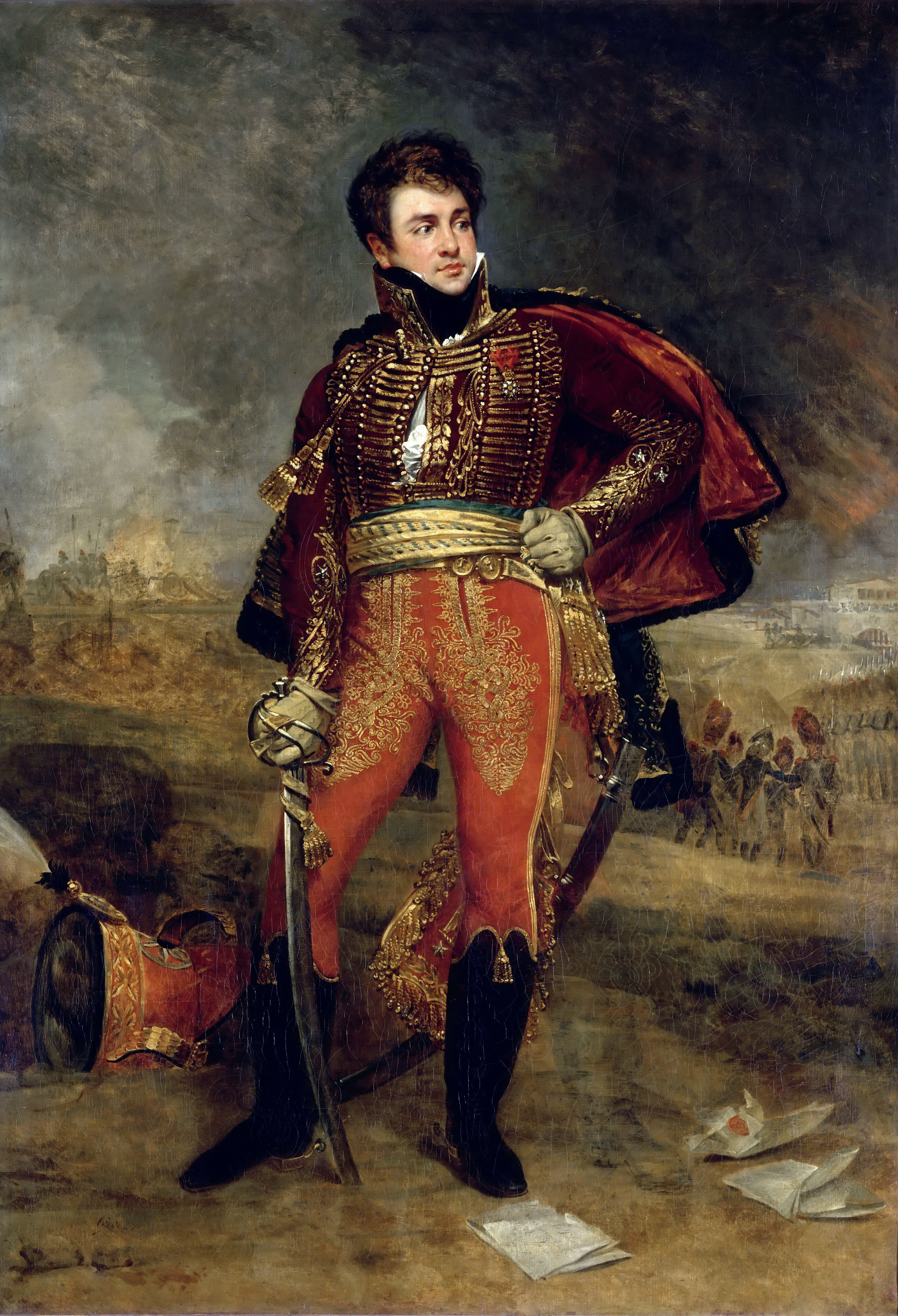
Gen. François Fournier-Sarloveze, dowódca 6 Dywizji Lekkiej Kawalerii w 1813

III Korpus Jazdy Odwodowej (III Korpus Rezerwowy Jazdy) -  jeden z korpusów Wielkiej Armii
 I Cesarstwa Francuskiego. Należał do Rezerwy Kawalerii marszałka Joachima Murata.

## Skład w sierpniu 1813
Kwatera główna III Korpusu Jazdy Odwodowej mieściła się w Lipsku.
- dowódca – gen. dyw. Jean Toussaint Arrighi de Casanova, książę Padwy (1778–1853)
- szef sztabu – adiutant dowódcy Salel
- dowódca artylerii – płk Chauveau

- 5 Dywizja Lekkiej Kawalerii – gen. dyw. Jean Thomas Guillaume Lorge (1767–1826)
  - 5, 10, 13, 15, 21, 22 pułk szaserów
- 6 Dywizja Lekkiej Kawalerii – gen. dyw. François Fournier-Sarloveze (1773–1827)
  - 29, 31 pułk szaserów
  - 1, 2, 4, 12 pułk Huzarów
- 4 Dywizja – gen. dyw. Jean-Marie Defrance (1771–1855)
  - 4, 5, 11, 12, 13, 14, 15, 24 pułk dragonów
- 6 Dywizja – gen. bryg. Gabriel Gaspard Achille Adolphe Montlegier
  - 18, 19, 20, 22, 25 pułk dragonów